# Одесский театр музыкальной комедии
Одесский академический театр музыкальной комедии имени Михаила Водяного (укр. Одеський академічний театр музичної комедії імені Михайла Водяного) — музыкальный театр в городе Одессе.

## История театра
Театр учреждён как Львовский государственный театр музыкальной комедии на базе Театра миниатюр.
Первый сезон театр провёл 1947 года в городе Львов. В 1953 году коллектив переехал в Одессу. Основой репертуара театра стали спектакли об Одессе и одесситах. Театр постоянно ездил с гастролями по всему СССР. На основе некоторых спектаклей театра были сняты кинематографические версии. Ведущие артисты труппы стали узнаваемыми во всей стране. В театре работали выдающиеся режиссёры Изакин Гриншпун, Матвей Ошеровский, Юлий Гриншпун, Эдуард Митницкий, Виктор Стрижев, Семён Штейн, художник Михаил Борисович Ивницкий  и другие.
На сцене свои лучшие роли сыграли такие знаменитые артисты, как Михаил Водяной, Евгения Дембская, Юрий Дынов, Маргарита Демина, Всеволод Применко, Людмила Сатосова и другие.
С июля 1977 года Одесский государственный театр музыкальной комедии именуется Одесский областной театр музыкальной комедии.
В 1981 году театр, до этого момента работавший на небольшой сцене театра, где в настоящее время ставит спектакли одесский ТЮЗ, переехал в новое здание, специально построенное для постановок оперетты.
Основа репертуара театра — классические оперетты (в т.ч. «Летучая мышь», «Сильва»); мюзиклы (в т.ч. «Кентервильское привидение», «В джазе только девушки», «Обыкновенное чудо», «Ночь перед Рождеством»); рок-оперы (в т.ч. «Ромео и Джульетта», «Моисей»); также в репертуаре присутствуют детские спектакли.
В 2006 году Одесский театр музыкальной комедии получил статус академического.
15 июня 2017 года в честь 70-летия со дня основания коллектив театра музкомедии был награжден Почетной грамотой исполнительного комитета Одесского городского совета .

## Здание театра
Здание театра на 1 300 мест было построено в 1981 году. На площади рядом с театром установлен фонтан, специально изготовленные светильники, а также скульптурные композиции. Авторы проекта — архитектор Генрих Топуз и инженер А. Любовский. В проектировании интерьера театра также принимал участие архитектор В. Красенко.

## Труппа

### Солисты

#### Народные артисты
- Водяной Михаил Григорьевич;
- Дембская Евгения Михайловна;
- Дехтярёва Зинаида Николаевна;
- Крупник Семён Самойлович.

#### Заслуженные артисты
- Ахметова Аурика[8];
- Дынов Юрий Зиновьевич;
- Иванова Идалия Валерьевна[9];
- Ковалевский Станислав Антонович.

### Дирижеры
- Глушенко Константин Викторович
- Кильберг, Иван Иосифович
- Певцов Аркадий
- Перевозников Вадим

### Режиссеры
- 1946—1960 — Изакин Абрамович Гриншпун, заслуженный деятель искусств Украины;
- 1962—1977 — Матвей Абрамович Ошеровский, народный артист Украины и России;
- 1987—1990 — Юлий Изакинович Гриншпун, заслуженный деятель искусств России, народный артист Украины;
- 1990 — Подгородинский Владимир Иванович, заслуженный деятель искусств Российской Федерации.

### Директора
- Первый директор — Михаил Андреевич Подшибиткин
- 1949—1979 — Дмитрий Михайлович Островский, заслуженный деятель искусств Украины
- 1979—1984 — Михаил Григорьевич Водяной, народный артист СССР
- 1984—1988 — Борис Александрович Цуркан
- 1988—2001 — Эдуард Владимирович Рымашевский, заслуженный работник культуры Украины
- 2001 — Редько Елена Григорьевна, заслуженный работник культуры Украины

## Репертуар

### Постановки прошлых лет
- Имре Кальман. Оперетта «Баядера»;
- И. Дунаевский. Оперетта «Белая акация». Одесская премьера — 29 января 1956 года[10][11][12][13]; 4 июля 1962 года[14]; 7 июня 1994 года[15]; 15 мая 2017 года (новая версия в двух действиях)[16]
- И. Дунаевский. Оперетта «Вольный ветер»;
- Игорь Поклад. Оперетта «Вторая свадьба в Малиновке»;
- Николае Константинеску. Оперетта «Кин»;
- Ф. Эрве. Оперетта «Мадемуазель Нитуш»;
- Фредерик Лоу. Мюзикл «Моя прекрасная леди»;
- Оскар Сандлер. Оперетта «На рассвете»;
- Оскар Сандлер. Оперетта «Четверо с улицы Жанны»[17];
- Сергей Колмановский. Мюзикл-притча «Одесса-мама»;
- Владимир Дмитриев. Оперетта «Одесские лиманы» («Рядом с Одессой»);
- Никита Богословский. Оперетта «Одиннадцать неизвестных»;
- Вадим Ильин. Мюзикл «Поздняя серенада»;
- Рудольф Фримль и Герберт Стотхарт. Оперетта «Роз-Мари»;
- Владимир Дмитриев. Оперетта «Русский секрет»;
- Никита Богословский. Оперетта «Свадебное путешествие;
- Б. Александров. Оперетта «Свадьба в Малиновке»;
- Георгий Цабадзе. Мюзикл «Сердце моё здесь»;
- И. Кальман. Оперетта «Сильва» (1947, 1962, 1975, 1985)[18] ;
- Джерри Бок. Мюзикл «Скрипач на крыше»;
- Оскар Фельцман. Музыкальная комедия «Старые дома» («Всё начинается с любви»);
- Тихон Хренников. Оперетта «Сто чертей и одна девушка»;
- К. Вайль. Пьеса с музыкой «Трёхгрошовая опера»;
- Василий Соловьёв-Седой. Музыкальная комедия «У родного причала»;
- Джером Керн. Мюзикл «Цветок Миссисипи»;
- Иоганн Штраус. Оперетта «Цыганский барон»;
- Митч Ли. Мюзикл «Человек из Ламанчи».

### Современный репертуар
- Спектакль-ревю в двух действиях «Бал в честь короля»;
- Марк Самойлов. Мюзикл «Безымянная звезда»;
- Евгений Ульяновский. Мюзикл «Граф Воронцов»;
- Евгений Ульяновский. Мюзикл «Дон Сезар де Базан»;
- Андрей Иванов. Мюзикл «Кентервильское привидение»;
- Иоганн Штраус. Оперетта «Летучая мышь»;
- Фредерик Лоу. Мюзикл «Моя прекрасная леди»;
- Марк Самойлов. Мюзикл «Обнажённая любовь»;
- Марк Самойлов. Музыкальная комедия «Первая любовь Дон Жуана»;
- Евгений Лапейко. Рок-опера «Ромео и Джульетта»;
- Александр Колкер. Мюзикл «Свадьба Кречинского»;
- Александр Пантыкин. Мюзикл «Силиконовая дура. NET»;
- И. Кальман. Оперетта «Сильва» (2015);
- Коул Портер. Мюзикл «Целуй меня, Кэт»;
- И. Кальман. Оперетта «Принцесса цирка».
- Оскар Фельцман. Музыкальная комедия «Тётка Чарлея».